# Montañas Didinga

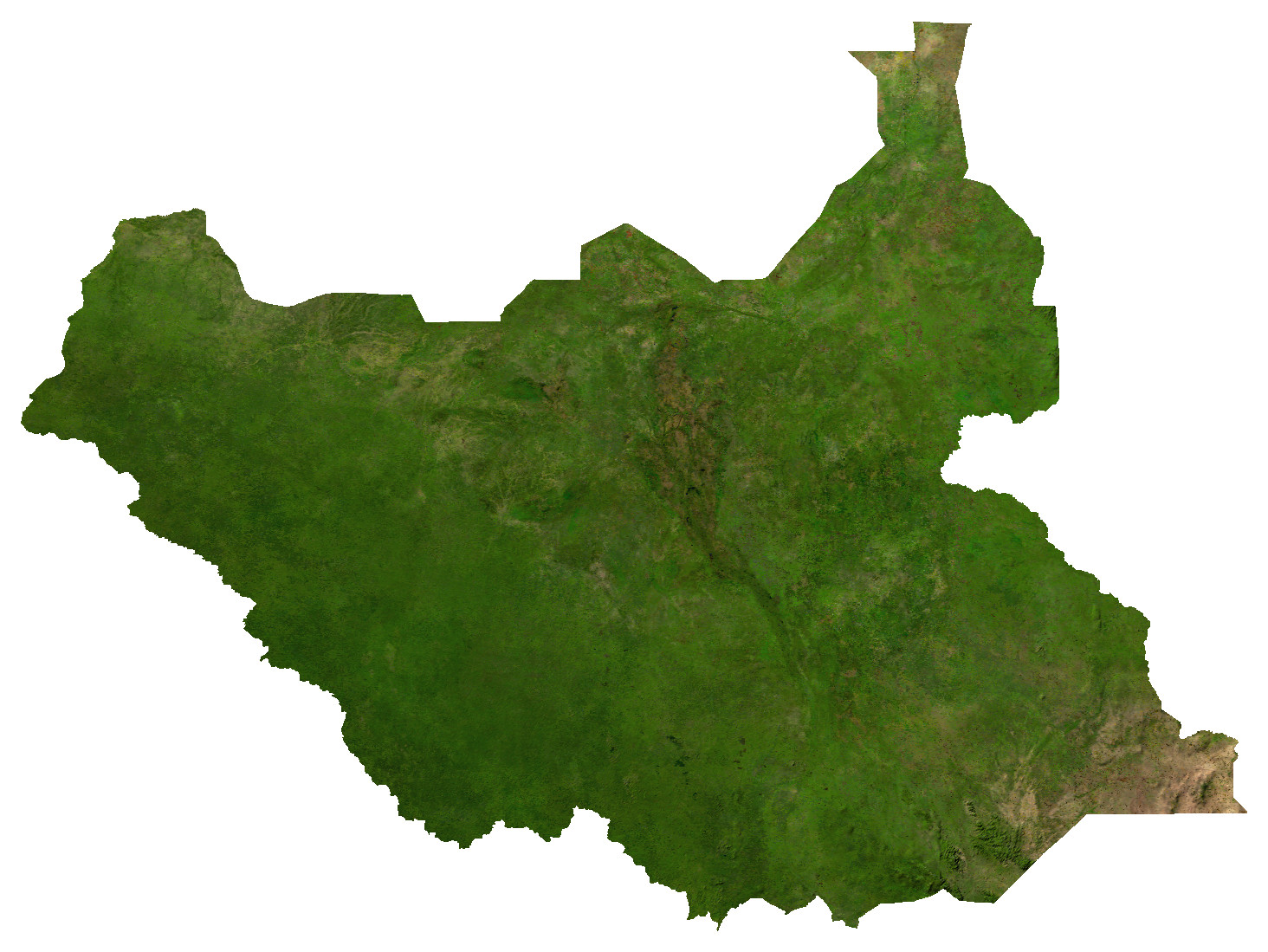
Las montañas Didinga ocupan el extremo suroriental de Sudán del Sur.

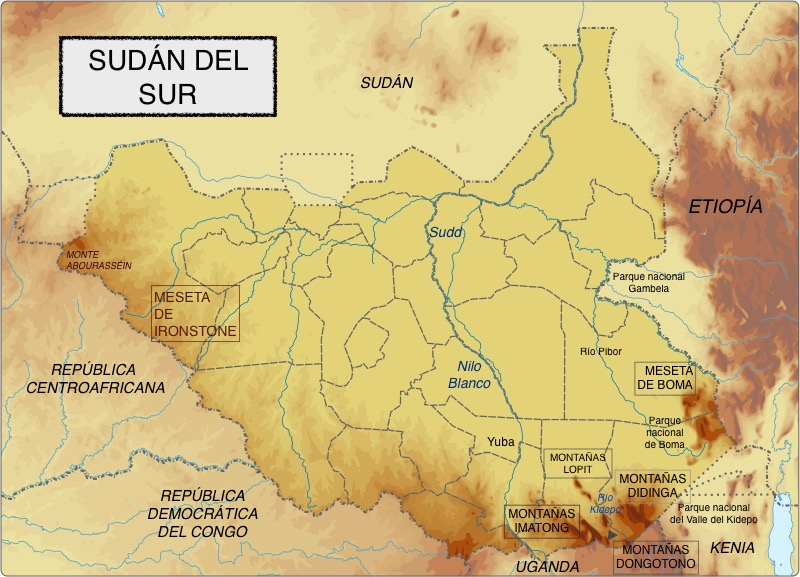
Montañas de Sudán del Sur

Las montañas Didinga forman parte de las tierras altas del estado de Ecuatoria Oriental en Sudán del Sur, que se extienden principalmente en el condado de Budi. Reciben su nombre de los didinga que habitan la región. Se encuentran al este de las montañas Dongotono, separadas por el valle del río Kidepo. La cima más alta es el monte Lotuke, de 2795 m.
Las montañas Didinga tienen un suelo rico y fértil que se usa para el cultivo de tabaco, patatas, maíz y dura.
Los ríos Nakodok y Loyoro se origian en el este de las montañas Didinga, fluyendo hacia el este hasta el condado de Kapoeta Oriental y anegando el área pantanosa del noreste de Narua. Los ríos fluyen sólo durante la estación lluviosa.
En la estación seca los toposa de Kapoeta conducen su ganado a las montañas Didinga para proveerlos de agua y pastos hasta que la lluvia empiece en el territorio de los toposa. En el pasado, esta práctica se llevaba a cabo con el acuerdo entre las dos comunidades, con un regalo de parte de los toposa a cambio del uso de los pastos. Con la proliferación de las armas y el conflicto durante la guerra civil, los protocolos tradicionales fueron ignorados y la violencia se produjeron hechos violentos.
La localidad de Chukudum está situada a los pies de las montañas Didinga, está frecuentemente rodeada de nubes, en un paisaje espectacularmente bello y sólo accesible vehículos todoterreno.